# Florica Cristoforeanu
Florica Cristoforeanu (n. 16 mai 1886, Râmnicu Sărat - d. 1 martie 1960, Rio de Janeiro) a fost o interpretă română de operă, operetă și lied, recunoscută la nivel internațional. A fost fiica primarului orașului Râmnic, Vasile Cristoforeanu (1859-1896) și a Annei Rossi, italiancă de origine.

## Educație
Se naște în familia Cristoforeanu (tatăl, Vasile, de origine română; mama, Annina Rossi, de origine italiană). A avut două surori și un frate, mai mici decât ea. Tatăl, absolvent al Facultății de științe juridice din Napoli, se întoarce în orașul natal, Râmnicu-Sărat, cu idei de gospodărire eficientă a orașului. Este propus și ajunge primar al orășelului Râmnicu-Sărat. În timpul mandatului său se construiește o gară model, se aduce apă potabilă prin captarea unor izvoare, se instalează cișmele publice și felinare la toate intersecțiile. A înființat corpul de pompieri și a organizat serviciul salubrității. S-au construit școli, s-au pavat străzi.
Tatăl său a adus din Italia un instrument musical numit „ariston”, o flașnetă mică, cu cântece imprimate pe discuri de carton presat, care se pornea cu ajutorul unei manivele. Adusese, de asemenea, și partiturile acelor arii populare napolitane. Seara, părinții cântau, tatăl, cu voce de tenor, mama la mandolină.
Începe să cânte acasă, învățând toate melodiile de pe ariston. La vârsta de 5 ani învață să cânte la pian, având drept profesor pe Zamfir Filip, un profesor de educație fizică, dar care avea o metodă de predare avansată a pianului.
La 9 ani, a debutat pe scenă într-un spectacol susținut la Râmnicu-Sărat. Se mută cu mama și frații săi în București, tatăl fiind decedat în urma unei pneumonii. Merge la Școala Silvestru. Urmează cursurile gimnaziale la Institutul Negoescu, fiind colegă de clasă cu Marioara Ventura.
La îndemnul lui Ioan Slavici, profesorul de limba română care i-a remarcat talentul, Florica Cristoforeanu a participat la o serie de spectacole ca solistă vocală și pianistă. A fost admisă la Institutul Oteteleșanu de la Măgurele, administrat de Academia Română, pe care l-a absolvit în 1904.
După liceu, a ales o carieră profesionistă în muzică și a plecat în Italia pentru a studia la Conservatorul „Giuseppe Verdi” din Milano. În 1907 a absolvit cu medalia de aur.

## Carieră
La 23 septembrie 1907 a apărut pentru prima oară în fața publicului bucureștean în sala Ateneului Român.
S-a întors la Milano pentru a termina studiile private și a-și face debutul în rolul titular din Lucia di Lammermoor, sub pseudonimul de Cristina Floreanu, nume cu care a cântat până în 1910. 
A fost solistă în Compania Lirică Română (1910-1913) condusă de Constantin Grigoriu, în trupa teatrului „Città di Milano” (1914-1919), în trupa teatrului „Dal Verne” din Milano (1921), Teatrul „Adriano” din Roma (1922), „Regio” din Torino, „Constanzi” din Roma, Teatrul „Colon” din Buenos Aires și la Teatro alla Scala din Milano.
A renunțat la operetă în 1922, dedicându-se operei, după ce a fost angajată la Scala din Milano. Aici s-a remarcat în rolul lui Cio-Cio San din Madame Butterfly.
A susținut peste 100 de reprezentații, interpretând alături de Nicolae Leonard, Carussy, V. Maximilian și Nae Ciucurette în Orfeu în Infern, Povestirile lui Hofman, Studentul cerșetor, Prinț și Bandit, Briganzii, Vagabondul nemuritor, Fata muzicantului, Gheisha, Suzana, în opera Yolanda de A. de Monteforte, alături de artiști italieni, în Pandurul alături de Nicolae Leonard și Grigore Petrovicescu.
A rămas celebră pentru rolurile Manon de Jules Massenet, Carmen de Georges Bizet, Salomeea de Richard Strauss și Fra Gerardo de Ildebrando Pizzetti.
A întreprins turnee artistice în Danemarca, Norvegia, Spania, Chile, Argentina, Brazilia. După un grav atac de angină pectorală la Milano în 1940, Florica Cristoforeanu și-a încheiat cariera lirică, stabilindu-se timp de cinci ani în Italia și apoi în Brazilia, unde a rămas până la sfârșitul vieții. Al Doilea Război Mondial a împiedicat-o să revină în România, iar casa sa din București a fost distrusă în urma unui bombardament aerian. Înainte de moarte a scris un volum de amintiri, apărut în 1964 la București, la Editura Muzicală, cu titlul Amintiri din cariera mea lirică.
Florica Cristoforeanu a cântat în toate registrele de soprană (lirică, coloratură, dramatică, spinto), până la mezzosoprană și contralto.

## Omagiu
Centrul Cultural din Râmnicu Sărat îi poartă numele.
Placheta Rara avis de Constantin Marafet și Mihai Ceaușu a fost editată sub egida Muzeului Râmnicu Sărat, cu prilejul împlinirii a 110 ani de la nașterea sopranei.
La Muzeul Municipal Râmnicu Sărat există un fond documentar, mare parte constituit prin donația lui Eustațiu Cristoforeanu (1967), fond care conține fotografii, cărți poștale, documente, discuri de gramofon și patefon, cărți, articole din presă și obiecte, care fac referire la viața și activitatea artistei. Pentru mai bine de 30 de ani, a fost amenajată aici și o cameră memorială, ce a fost refăcută după finalizarea lucrărilor de restaurare a sediului Muzeului. În 2009 a fost reeditată autobiografia sopranei. O stradă din Râmnicu Sărat îi poartă numele.
Pe 1 martie 2020, la Râmnicu Sărat, cu ocazia împlinirii a 60 de ani de la moartea sopranei, a avut loc o expoziție dedicată artistei, cu fotografii din spectacole de pe scene celebre, afișe, dedicații. Vernisajul a fost urmat de o sesiune de comunicări „Florica Cristoforeanu - 60”, la care au luat cuvântul: primarul municipiului Râmnicu Sărat - Sorin Cîrjan, directorul Centrului Cultural Florica Cristoforeanu din Râmnicu Sărat - prof. Violeta Vîlcu, prof. univ. dr. Mihai Cosma, Președintele Asociației Pro Valores - Sebastian Crăciun și prof. Răzvan Theo Chirac. Tot atunci s-a desfășurat cea de-a XI-a ediție a concursului „Drumul spre celebritate”, în cadrul căreia s-a decernat Trofeul Florica Cristoforeanu.
În cinstea ei, o stradă din București îi poartă numele. 
În luna august 2022, pictorul Cozmin Movilă a donat Muzeului Râmnicu Sărat portretul Floricăi Cristoforeanu.